# V. legija Macedonica
Peta makedonska legija (latinsko Legio quinta Macedonica), rimska legija, ki sta jo v prvi sestavi leta 43 pr. n. št. ustanovila verjetno konzul Gaj Vibij Pansa Cetronijan in Gaj Avgust Oktavijan.  Legija je bila najmanj do 5. stoletja stacionirana v Meziji. Njena maskota je bil bik, uporabljal pa se je tudi orel. Vzdevek "makedonska" je dobila zato, ker je bila na začetku stacionirana v Makedoniji.

## Zgodovina

### 1. stoletje pr. n. št.: ustanovitev in premestitev v Makedonijo
V. legija je bila ena od prvotnih osemindvajset legij, ki jih je ustanovil Oktavijan. Obstajali sta dve V. legiji: V. legija Gallica in V. legija Urbana. Obe imeni sta bili morda zgodnejši imeni V. makedonske legije. Legija se je verjetno udeležila bitke pri Akciju leta 31. pr. n. št.. Kasneje je bila premeščena v Makedonijo, kjer je ostala od leta 30 pr. n. št. do leta 6 in dobila vzdevek "makedonska". Leta 6 je bila premeščena v Oescus v Mezijo.

### 1. stoletje: velika judovska vstaja
Nekaj veksilacij V. makedonske legije se je pod Lucijem Cesenijem Petom v Armeniji vojskovalo s Partskim cesarstvom. Po porazu v bitki pri Randeji je bila cela V. makedonska legija skupaj s III. Galsko, VI. Ferrato in X. legijo Fretensis  pod poveljstvom Gneja Domicija Korbula poslana na vzhod v zmagovito vojno proti Partom.
Ko je v Judeji na začetku leta 66 izbruhnila velika judovska vstaja, je bila V. makedonska najbrž še na vzhodu. Neron je poveljstvo nad njo, X. legijo Fretensis in XV. legijo Apollinaris predal Titu Flaviju Vespazijanu z nalogo, da zatre upor. Leta 67 se je Rimljanom brez odpora predalo galilejsko mesto Cipori, V. legija pa je kasneje osvojila največje samarijsko svetišče na gori Gerizim. V letu štirih cesarjev (68) je bila legija neaktivna in stacionirana v Emavsu, kjer je zapustila več nagrobnikov svojih vojakov. Po Vespazijanovi razglasitvi za cesarja in koncu vojne pod njegovim sinom Titom, je V. makedonska legija zapustila Judejo in se leta 71 vrnila v Oescus. Leta 96 je bil njen tribunus militum kasnejši cesar Hadrijan.

### 2. stoletje: čuvanje meje na Donavi v Dakiji
Leta 101 so legijo premestili v Dakijo, kjer se je pod cesarjem Trajanom vojskovala proti dačanskemu kralju Decebalu. Po koncu vojne leta 106 je legija od leta 107  ostala v Toesmisu, sedanji Igliti, blizu delte Donave. Pod Hadrijanovim poveljstvom  se je proslavil njen centurion Kalvencij Viator, ki je bil kasneje imenovan za poveljnika cesarjeve konjeniške garde (equites singulares Augusti).
Ko je cesar Lucij Ver sprožil svoj pohod proti Partom (161-166), so legijo premestili na vzhod, vendar so jo kasneje vrnili v njen bazni tabor v Potaissi v Dacii Porolissensis. 
Severna meja Rimskega cesarstva je bila vedno nemirna. Ko se je cesar Mark Avrelij vojskoval proti Markomanom, Sarmatom in Kvadom, je pod svoje poveljstvo vpoklical tudi V. makedonsko legijo.
Na začetku vladavine cesarja Komoda, sta V. makedonska in XIII. legija Gemina pod poveljstvom kasnejših uzurpatorjev Pescenija Nigra in Klodija Albina ponovno porazili Sarmate. Kasneje je v borbi za prestol podprla Septimija Severja. 
Leta 185 ali 187 je za zmago nad najemniško vojsko v Dakiji  dobila vzdevek Pia Constans (verna in zanesljiva) ali Pia Fidelis (verna in zvesta).

### Kasnejša stoletja
V. legija je večino 3. stoletja preživela v Potaissi, kjer se je večkrat vojskovala in dobivala častne naslove. Cesar Valerijan ji je dal naslov  III Pia III Fidelis, njegov sin Galien pa naslov VII Pia VII Fidelis. 4. 5. in 6. naslov je dobila verjetno v času, ko se je kot mobilna konjeniška enota bojevala proti uzurpatorjema Ingenu in Regalijanu leta 260 v Meziji. Njena veksilacija se je v letih 269-271 vojskovala v Galiji proti galskemu cesarju Viktorinu. 
Ko se je cesar Avrelijan umaknil iz Dakije, se je V. legija leta 274 vrnila v Oescus. V naslednjih stoletjih je skrbela za mir v Dakiji in postala comitatensis. Poveljeval ji je magister militum per Orientis. Kasneje se je verjetno vključila v bizantinsko armado.
Konjeniška enota, ki jo je ustanovil Galijen, se je pod Dioklecijanom popolnoma odcepila in postala del njegovega komitata. Enota je bila poslana v Mezopotamijo, kjer se je leta 296 uspešno vojskovala proti  Sasanidom, in zatem v Memfis, kjer je ostala do vstopa v bizantinsko armado.

## Galerija
- Nagrobnik vojaka V. makedonske legije, ki so ga odkrili pri Emavsu v Izraelu
- Opeka iz Potaissa z žigom V. legije (LVM)